# Edo Douma
Eddy (Edo) Douma (Arnhem, 22 oktober 1946) is een Nederlands acteur.

## Levensloop
Edo Douma volgde een opleiding aan de toneelschool in Amsterdam en speelde uiteenlopende rollen in zowel het theater, de film als op televisie. Aan het begin van zijn acteerloopbaan speelde hij drie jaar bij de Nieuwe Komedie in Den Haag, waarna hij op losse basis in diverse theaterproducties, films en tv-producties acteerde.
Voorts was hij betrokken bij de oprichting van het vestzaktheater Oidiepoes in 1964 in Zeist, was hij enige tijd toneeladviseur bij de provincie Zeeland en behartigde hij de zakelijke belangen van de clown-mimespeler Teo Joling en de mimetheatergroep Thermiek. Ook richtte hij Studio Soledo in Vlissingen op, een ruimte voor wisselexposities en voor het opzetten van toneelproducties.
In 2010 werkte Edo Douma mee aan drie toneelproducties op locatie: Bed van Toneelgroep Drang in Kazerne Moerwijk in Den Haag, Sluitertijd van Theatergroep Hertog Zout in het voormalige Bossche Huis van Bewaring, gebaseerd op interviews met voormalige gedetineerden, en Het Rode Weeskind in de Theaterschool van de Amsterdamse Hogeschool voor de Kunsten.

## Filmografie
- Virtual International Authority File: 4725154923705963780002
- WorldCat: E39PBJyWPf7WxdKdyHGCgxkJjC